# Lauenburg/Elbe
Lauenburg/Elbe is een gemeente in de Duitse deelstaat Sleeswijk-Holstein, gelegen in de Kreis Hertogdom Lauenburg. De plaats telt 11.321 inwoners.

## Geografie
De stad is tegen een heuvelhelling gebouwd, aan de Elbe en heeft een jachthaven. Bij Lauenburg begint het Elbe-Lübeckkanaal, dat de Elbe sinds 1900 met de Oostzee verbindt. Bij het oostelijke buurdorpje Lanze ligt het drielandenpunt tussen Sleeswijk-Holstein in het westen, Mecklenburg-Voor-Pommeren in het oosten en Nedersaksen, aan de overkant van de Elbe, in het zuiden.
Belangrijke grotere steden in de omgeving zijn Lüneburg (ruim 20 km zuidwesten van Lauenburg), en wat verder weg Lübeck (noordwaarts) en Hamburg (westwaarts).

### Buurgemeentes
- In het zuiden, in Nedersaksen, aan de overkant van de Elbe: Hohnstorf
- In het oosten, bij het drielandenpunt van de deelstaten Sleeswijk-Holstein, Nedersaksen en Mecklenburg-Voor-Pommeren: Lanze
- In het noorden: Buchhorst en Krüzen
- In het noordwesten: Schnakenbek

## Infrastructuur

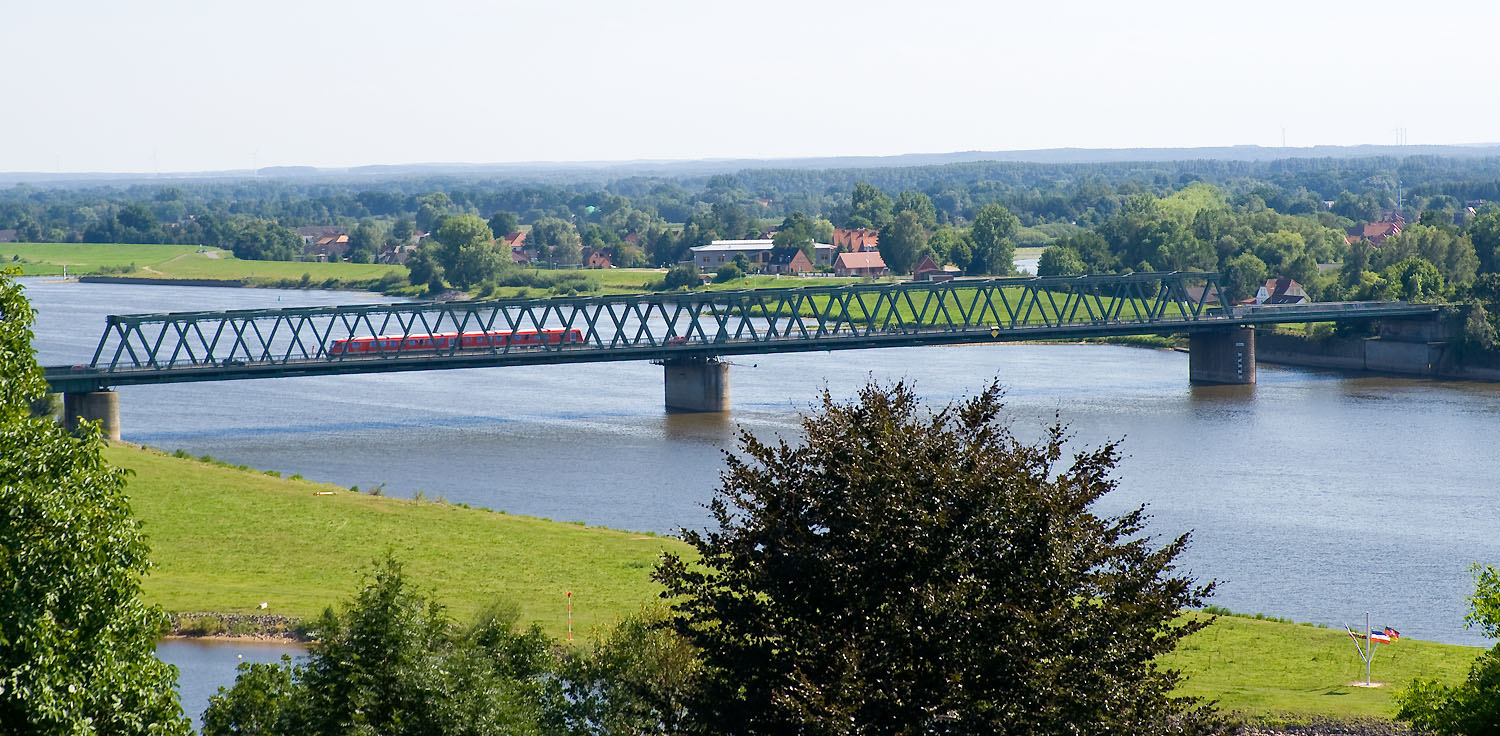
Spoor- en verkeersbrug over de Elbe
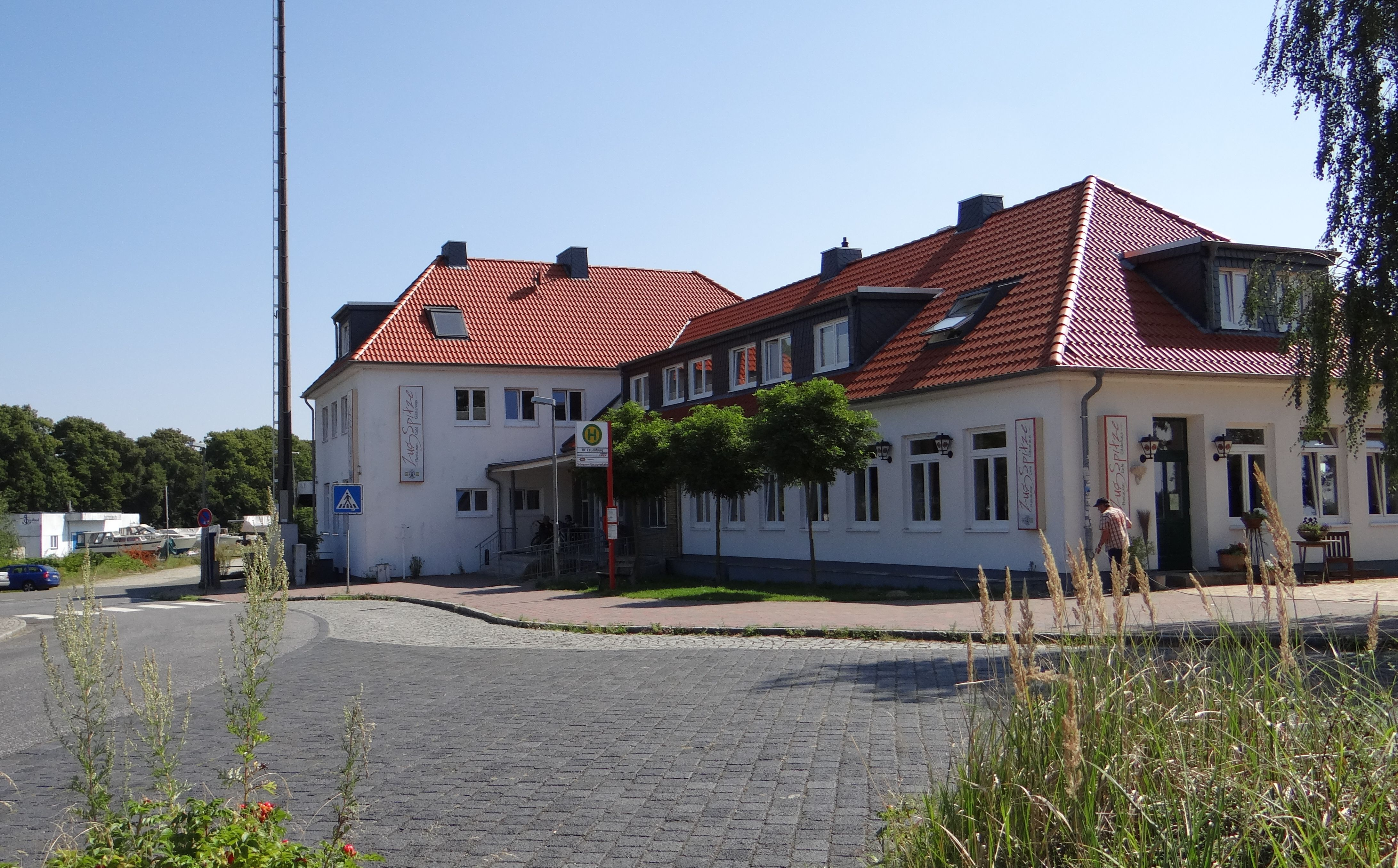
Station

Lauenburg ligt aan de Bundesstraße 209 en de Bundesstraße 5. Beide hoofdwegen hebben in de bebouwde kom van Lauenburg een enige kilometers lang oost<->west lopend gemeenschappelijk tracé. De B 209 deelt samen met de hierna vermelde spoorlijn de brug over de Elbe, die ten zuidoosten van de binnenstad ligt. Lauenburg ondervindt anno 2021 nog veel hinder van doorgaand verkeer. Er zijn plannen, om voor de verkeersbrug over de Elbe een vervangster, alleen voor wegverkeer te bouwen; de bestaande brug wordt dan alleen nog voor het treinverkeer in gebruik gehouden. Ook zijn er plannen, om de beide Bundesstraßen te verleggen naar nieuwe rondwegen om Lauenburg heen; al deze projecten zijn anno 2021 nog niet verder gekomen dan de tekentafel; voor de uitvoering ervan ontbreekt o.a. het geld. Autobahnen ontbreken binnen een straal van 20 km rondom Lauenburg.
Te Lauenburg takt het Elbe-Lübeckkanaal van de Elbe af.
Tussen Lübeck Hauptbahnhof en Station Lüneburg loopt een spoorlijn (zie: Spoorlijn Lüneburg - Büchen), die ook in Lauenburg een station heeft. Dit station staat naast de scheepswerf en wordt door het Elbe-Lübeckkanaal van de eigenlijke stad gescheiden.

## Economie
Lauenburg/Elbe, ook wel Schifferstadt (schippersstad) genoemd, heeft een kleine haven, langs zowel de Elbe als het Elbe-Lübeckkanal. Daaraan ligt naast het spoorwegstation, een scheepswerf. Deze in 1885 opgerichte werf (Hitzler), die aan het eind van de 20e eeuw vrij veel sleepboten en ijsbrekers heeft gebouwd, maakte na een faillissement in 2000 één jaar later een doorstart. In 2021 werkten er nog slechts enkele tientallen mensen.
Daarnaast bezit het stadje enige bedrijventerreinen voor lokaal en regionaal midden- en kleinbedrijf.
Vanwege de aantrekkelijke omgeving en het historisch stedenschoon is in Lauenburg ook het toerisme sinds ongeveer 1990  van toenemende betekenis.

## Geschiedenis
Het stadje was in het verleden residentie en tot 1689 hoofdstad van een hertogdom. Zie: Hertogdom Saksen-Lauenburg voor de periode tot de Napoleontische tijd en: Hertogdom Lauenburg (1815-1876) voor de 19e eeuw.
In 1182 liet Bernhard III van Saksen hier een kasteel bouwen, dat hij naar de in deze streek overwonnen Slavische stam der Polaben (mensen die po Labe, bij de Elbe, wonen) de Polabenburg noemde. Dit strategisch gunstig gelegen kasteel werd daarop verscheidene malen door andere heersers ingenomen, verwoest en herbouwd. Onder hen was Bernhard III van Saksen, die zich in 1228 in de Lauenburg vestigde. Hertog Johan V van Saksen-Lauenburg liet in het midden van de 15e eeuw het kasteel grondig verbouwen; in zijn tijd werd de ronde toren gebouwd, die er als enig restant van het kasteel nog staat. Gedurende de Dertigjarige Oorlog (1618-1648), die Lauenburg zwaar teisterde, en bij een lokaal oorlogje in 1656, werd het kasteel uiteindelijk op de ronde toren na verwoest. Het bestuur van de stad verhuisde in 1708 naar de nieuwbouw van het Amtshaus, dat nog steeds een deel van het gemeentebestuur huisvest.
Lauenburg verkreeg in of vóór het jaar 1260 stadsrechten.
Van 17 tot 19 augustus 1813 werd bij Lauenburg een gevecht geleverd tussen aan Napoleon trouwe, Franse troepen onder commando van Louis Nicolas Davout en geallieerde militairen.
In de Tweede Wereldoorlog bleef Lauenburg zo goed als geheel buiten schot. Wel bliezen terugtrekkende Duitse genietroepen op 19 april 1945 de brug over de Elbe nog op. Het werd begin mei 1945 door de geallieerden zonder tegenstand van betekenis bezet.
Belangrijke historische gebeurtenissen zijn voor Lauenburg/Elbe verder niet overgeleverd.

## Bezienswaardigheden, natuurschoon, toerisme
- Lauenburg/Elbe heeft een schilderachtig oud centrum met hellende klinker- en kasseienstraatjes, waarlangs vaak 18e-eeuwse vakwerkhuisjes staan.
- De evangelisch-lutherse Maria-Magdalenakerk heeft een gotisch schip van omstreeks 1200, een koor uit 1827 en een kerktoren uit 1902.
- Het museum Elbschifffahrtsmuseum te Lauenburg behandelt de geschiedenis van de scheepvaart op de Elbe. Het beschikt over een deels op kosten van de Duitse Bondsregering gerestaureerd museumschip, de stoomraderboot Kaiser Wilhelm (bouwjaar 1900). Via de website van het museum, zie onderstaande link, kan men incidenteel een rondvaart op de Elbe boeken aan boord van dit stoomschip.
- Verspreid door het stadscentrum staan verscheidene markante sculpturen en standbeelden van de hand van regionaal bekende kunstenaars.
- Een gedeelte van het 57 hectare grote natuurreservaat Lauenburger Elbvorland (oeverlandschap langs de Elbe) ligt op het grondgebied van Lauenburg/Elbe.

## Cultuur
In Lauenburg bestaat de door de deelstaat Sleeswijk-Holstein ondersteunde Trägerverein Künstlerhaus Lauenburg/Elbe e.V.. Deze beschikt over een groot, in het midden van de 19e eeuw gebouwd huis in de binnenstad. Daar, en in enkele dependances elders in Lauenburg, stelt zij talentvolle jonge mensen in staat, zich artistiek verder te ontwikkelen in de beeldende kunst, de literatuur of de muziek.

## Bekende personen in relatie tot de gemeente

### Geboren te Lauenburg
- Dorothea van Saksen-Lauenburg (1511-1571), koningin van Denemarken
- Karl Ludwig Harding (1765-1835), Duits sterrenkundige
- Edith Breckwoldt, geb. Burmester (* 1937 in Lauenburg; † 22 augustus 2013 in Hamburg), beeldhouwster; diverse van haar werken zijn te Lauenburg langs een beeldenroute opgesteld.[2]
- Dirk Schreyer (28 juni 1944) gewezen roeikampioen (Olympisch goud in de acht in 1968)

### Overleden te Lauenburg
- Frans II van Saksen-Lauenburg (Ratzeburg, 10 augustus 1547 – Lauenburg, 2 juli 1619),hertog van Saksen-Lauenburg
- Emilie von Berlepsch (1755-1830), schrijfster

## Partnersteden
- Dudelange, een stad en gemeente in het Luxemburgse kanton Esch.
- Manom, een gemeente in het Franse departement Moselle in de regio Grand Est. De plaats maakt deel uit van het arrondissement Thionville.
- Lębork (Duits: Lauenburg), een stad in het Poolse woiwodschap Pommeren, gelegen in de powiat Lęborski.
- Boizenburg/Elbe, een gemeente in de Duitse deelstaat Mecklenburg-Voor-Pommeren, gelegen in het district Ludwigslust-Parchim.

## Afbeeldingen

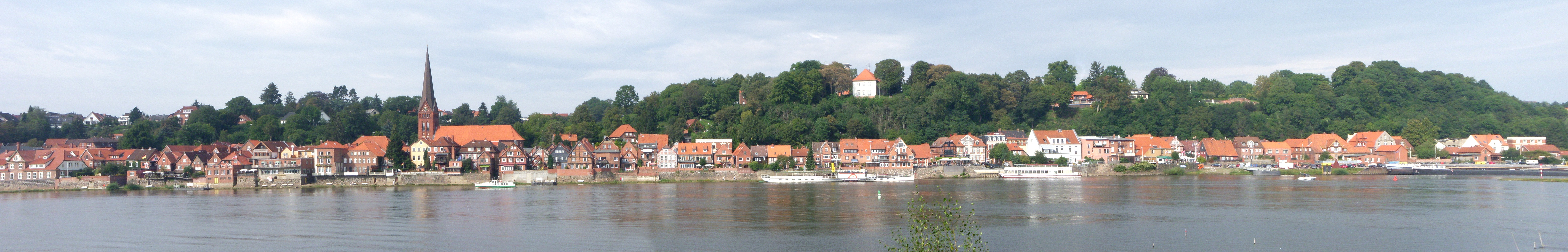
Panoramafoto van Lauenburg uit 2011
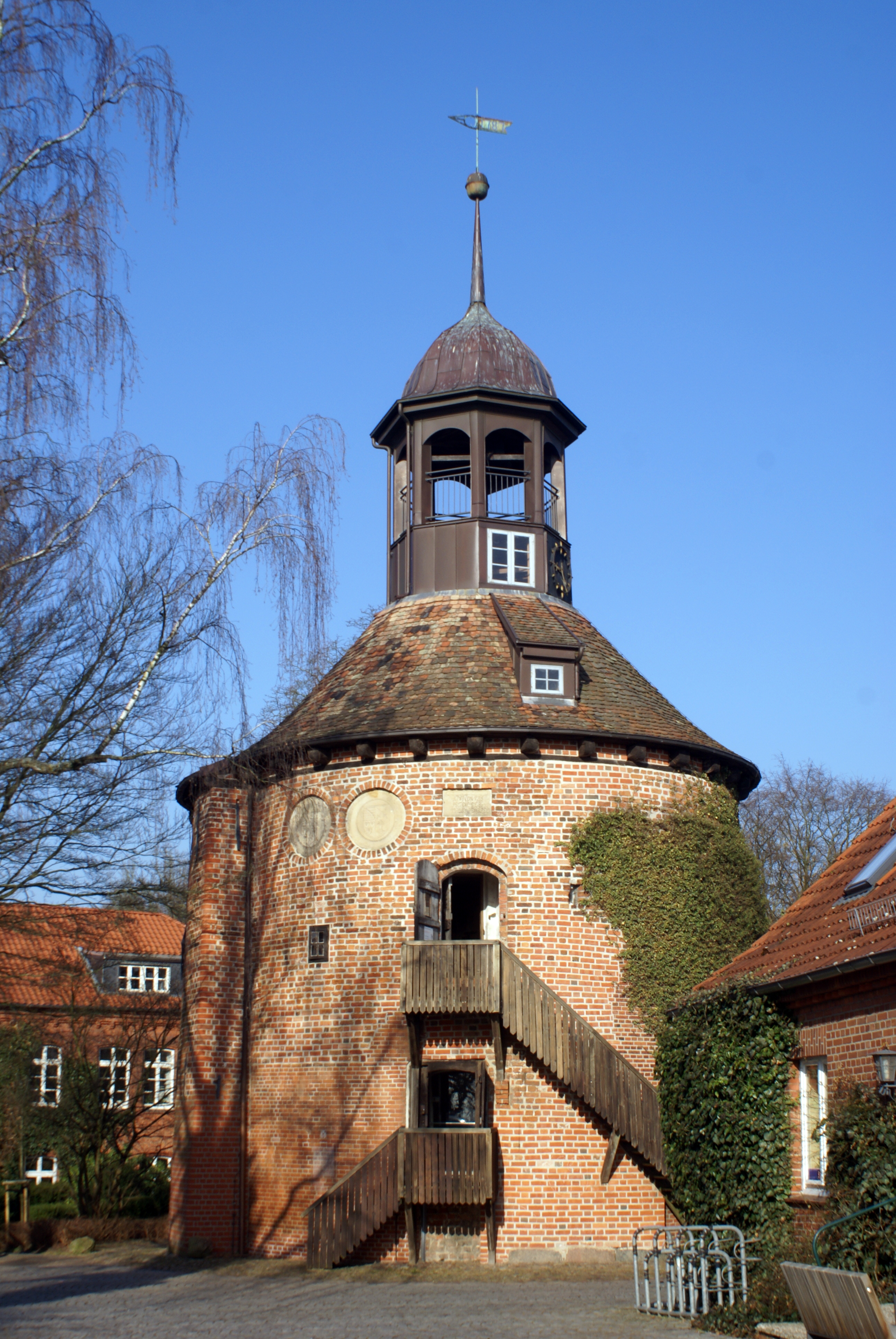
Toren, restant van het vroegere Kasteel Lauenburg
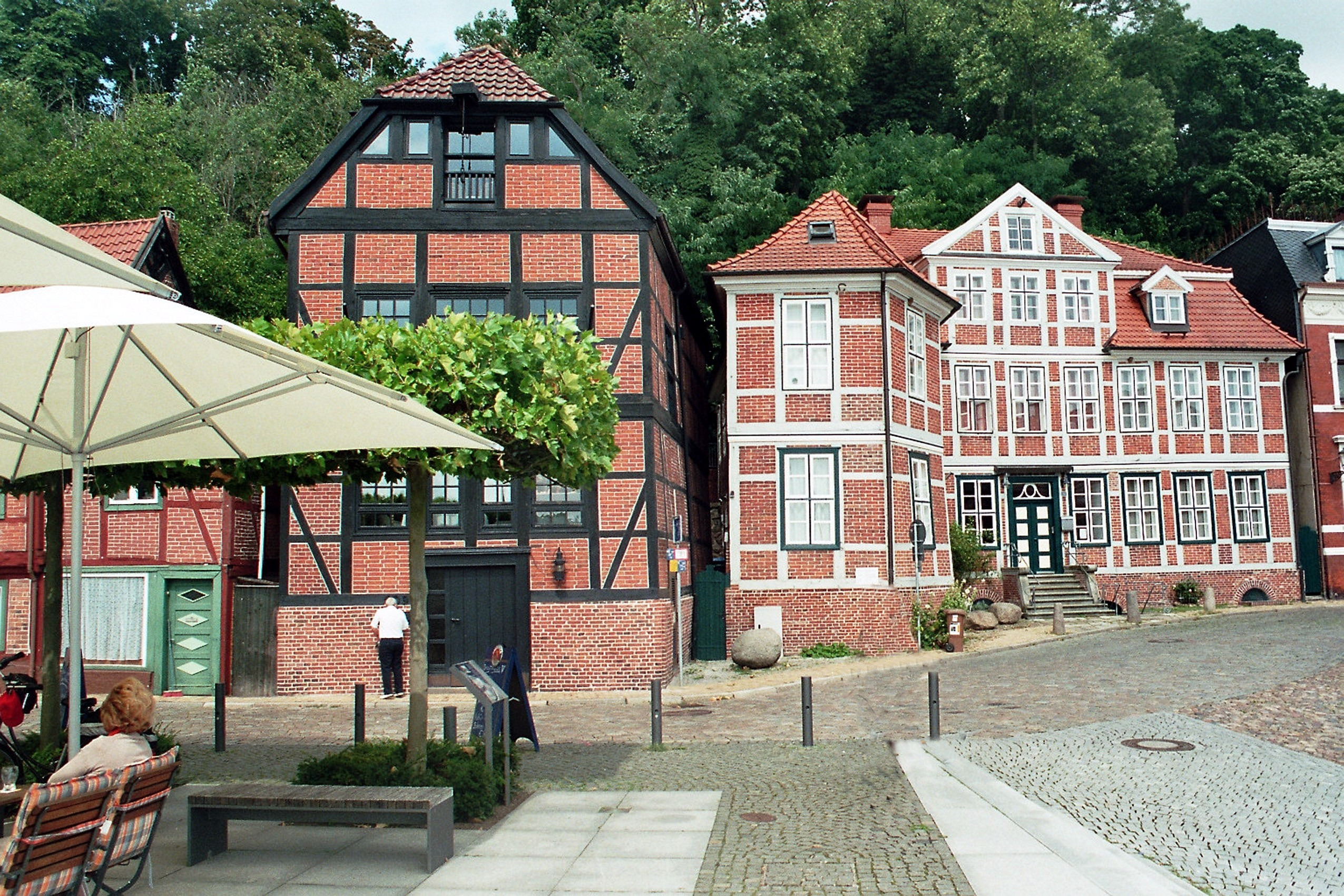
Pleintje Ruferplatz in de binnenstad
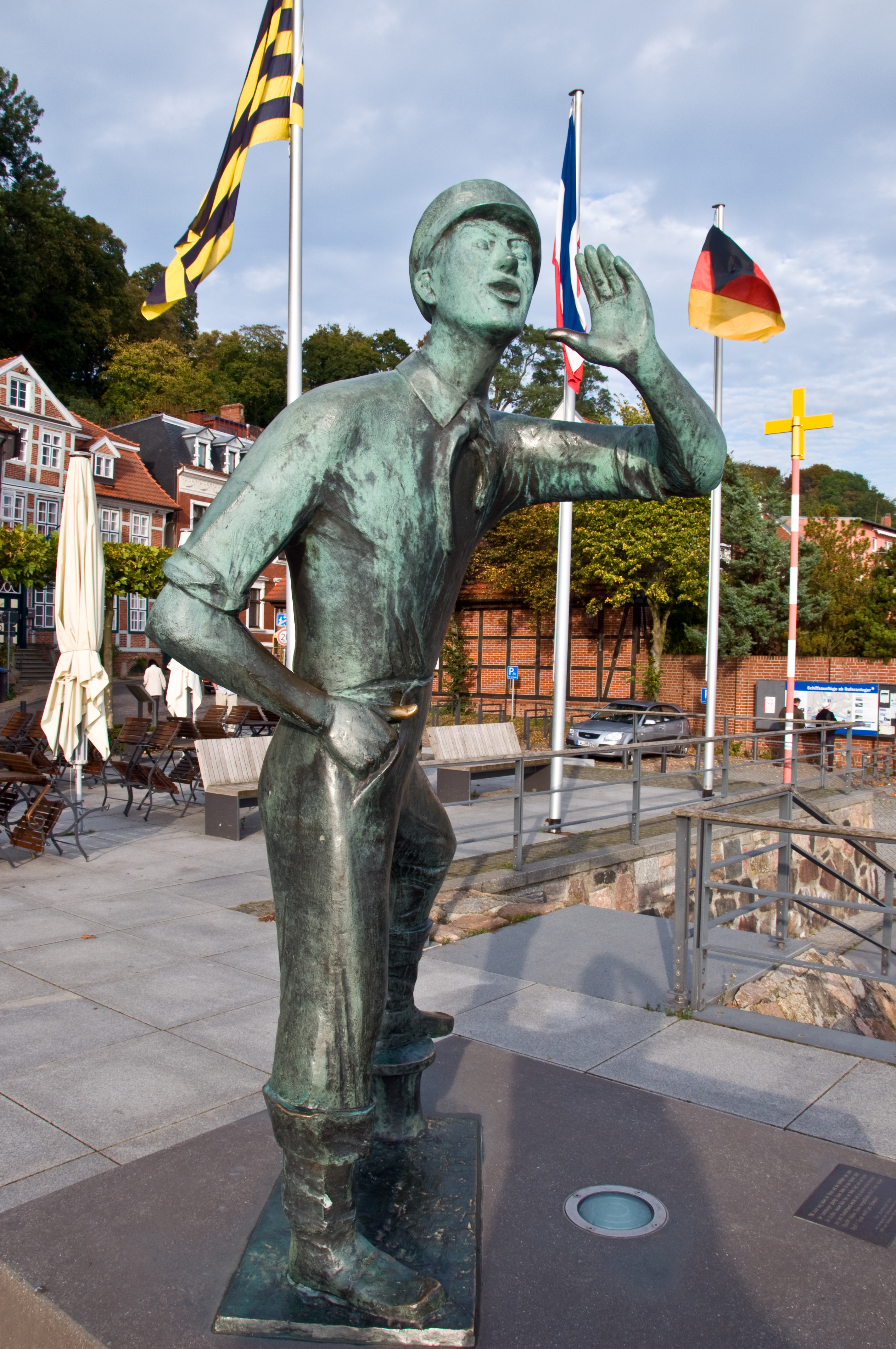
Sculptuur Der Rufer (De roeper) door Karlheinz Goedtke (1959) bij dit pleintje
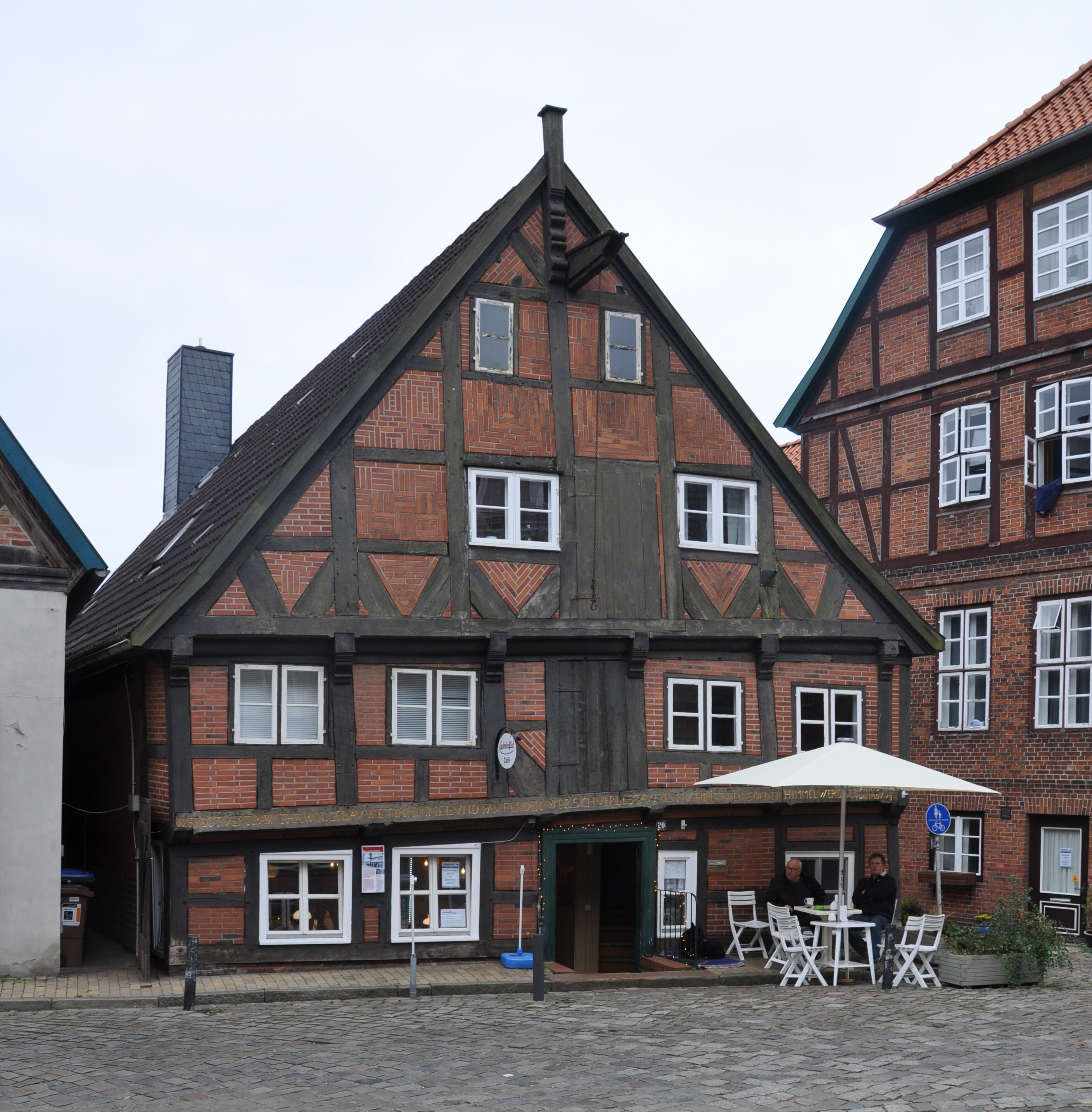
Vakwerkhuis aan de Elbstraße uit 1649
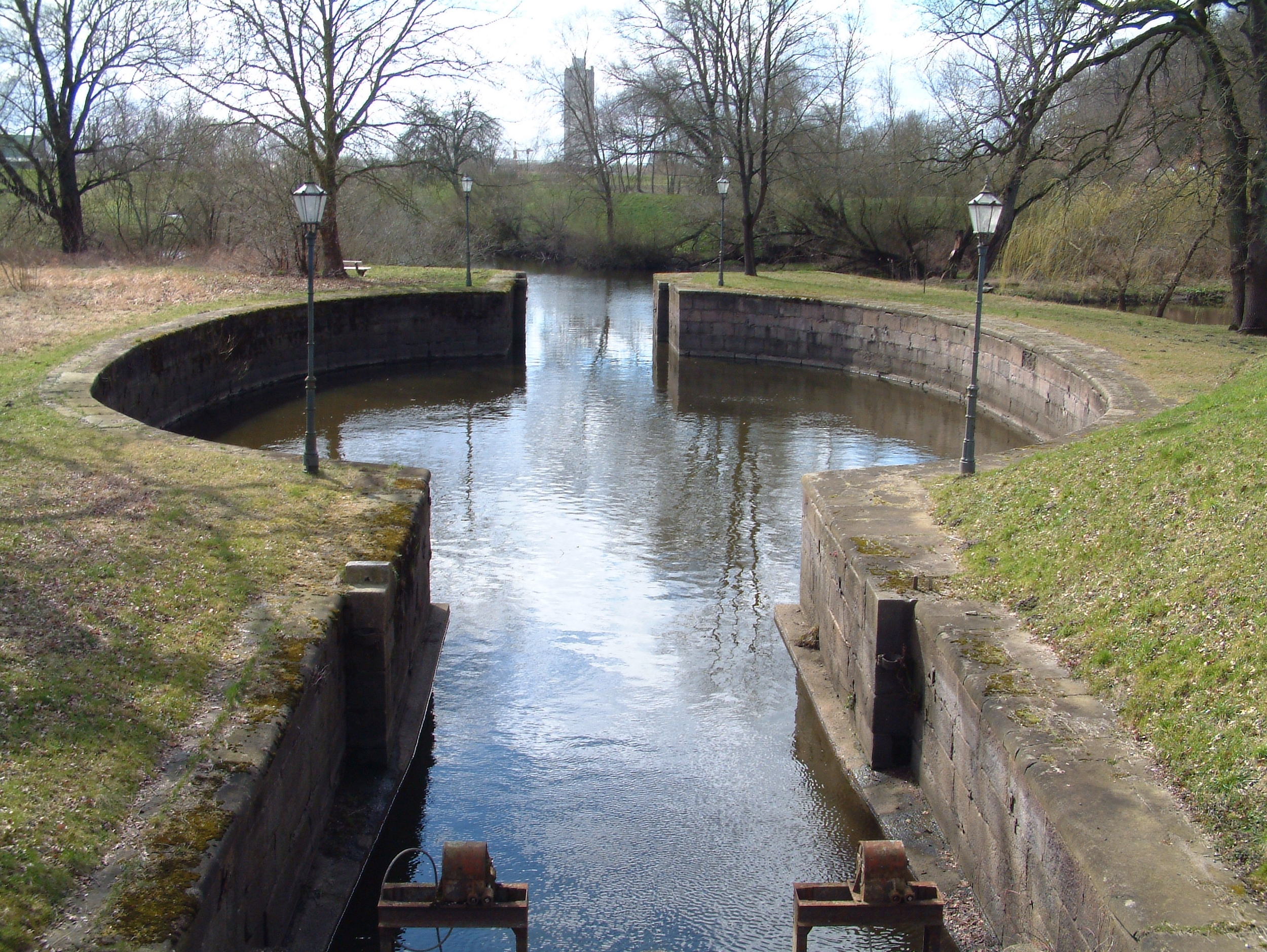
Historische sluis Palmschleuse (1724) in het Stecknitzkanaal (de voorloper van het Elbe-Lübeckkanaal)
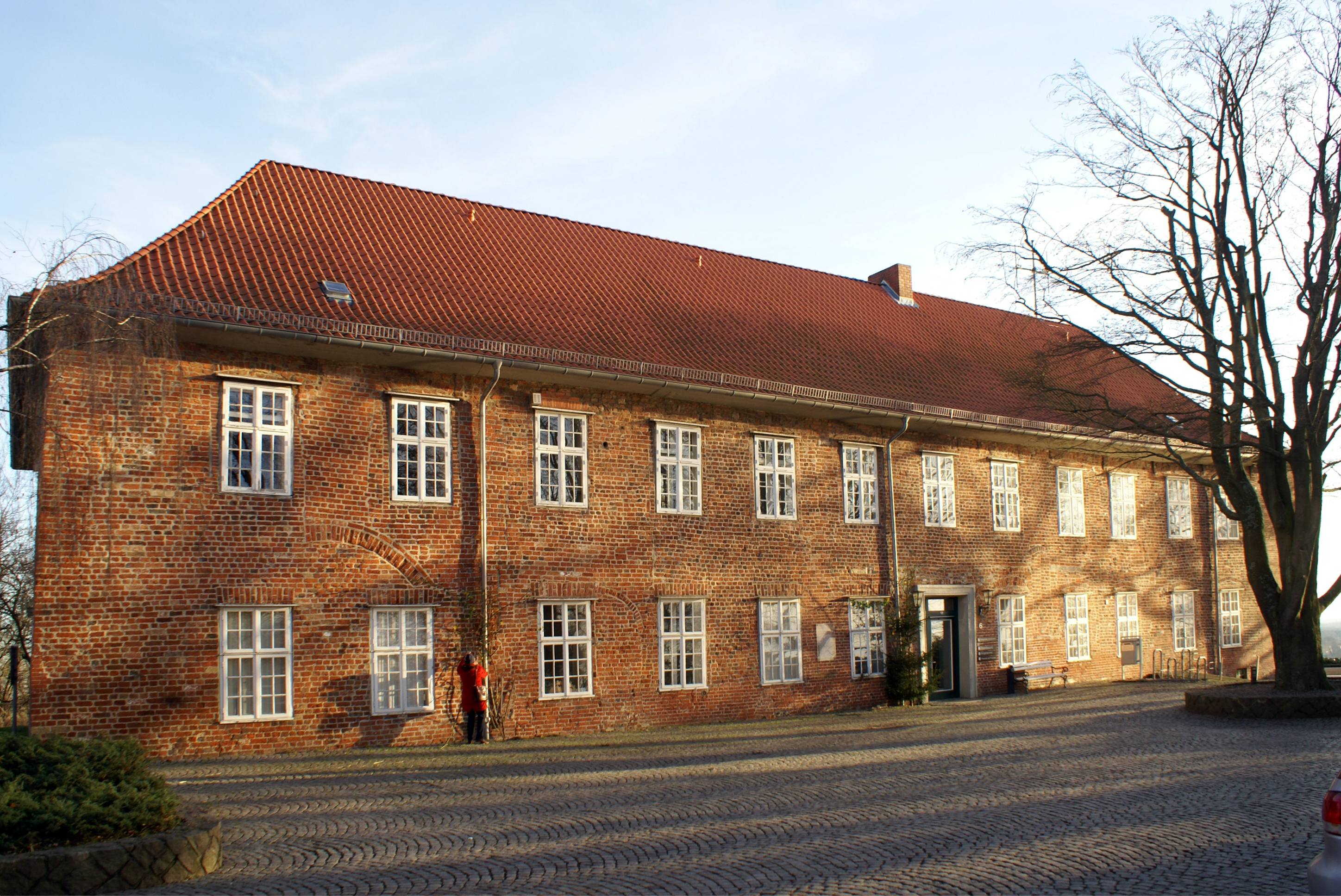
Amtshaus (1708)
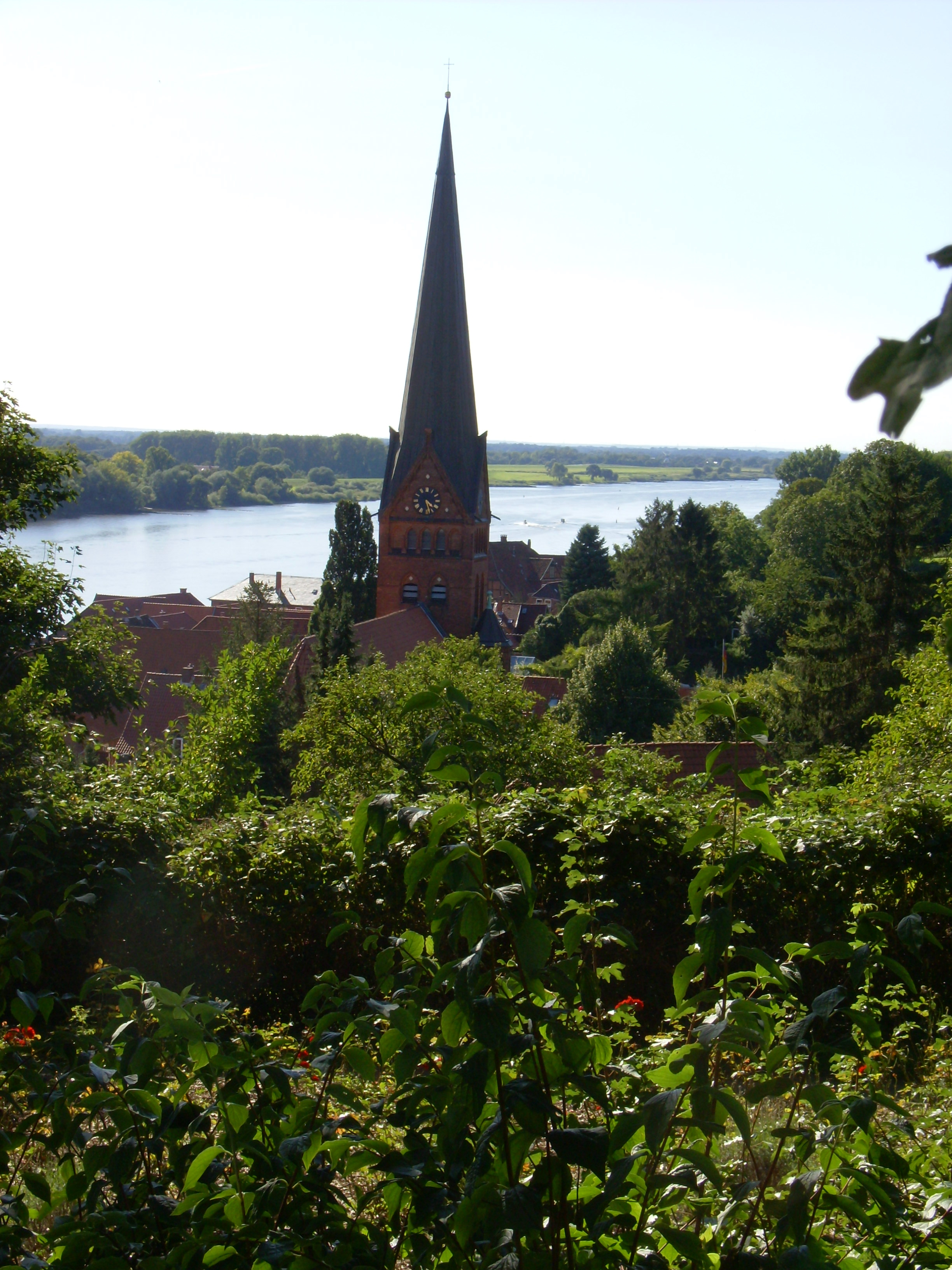
Kerk met de Elbe op de achtergrond
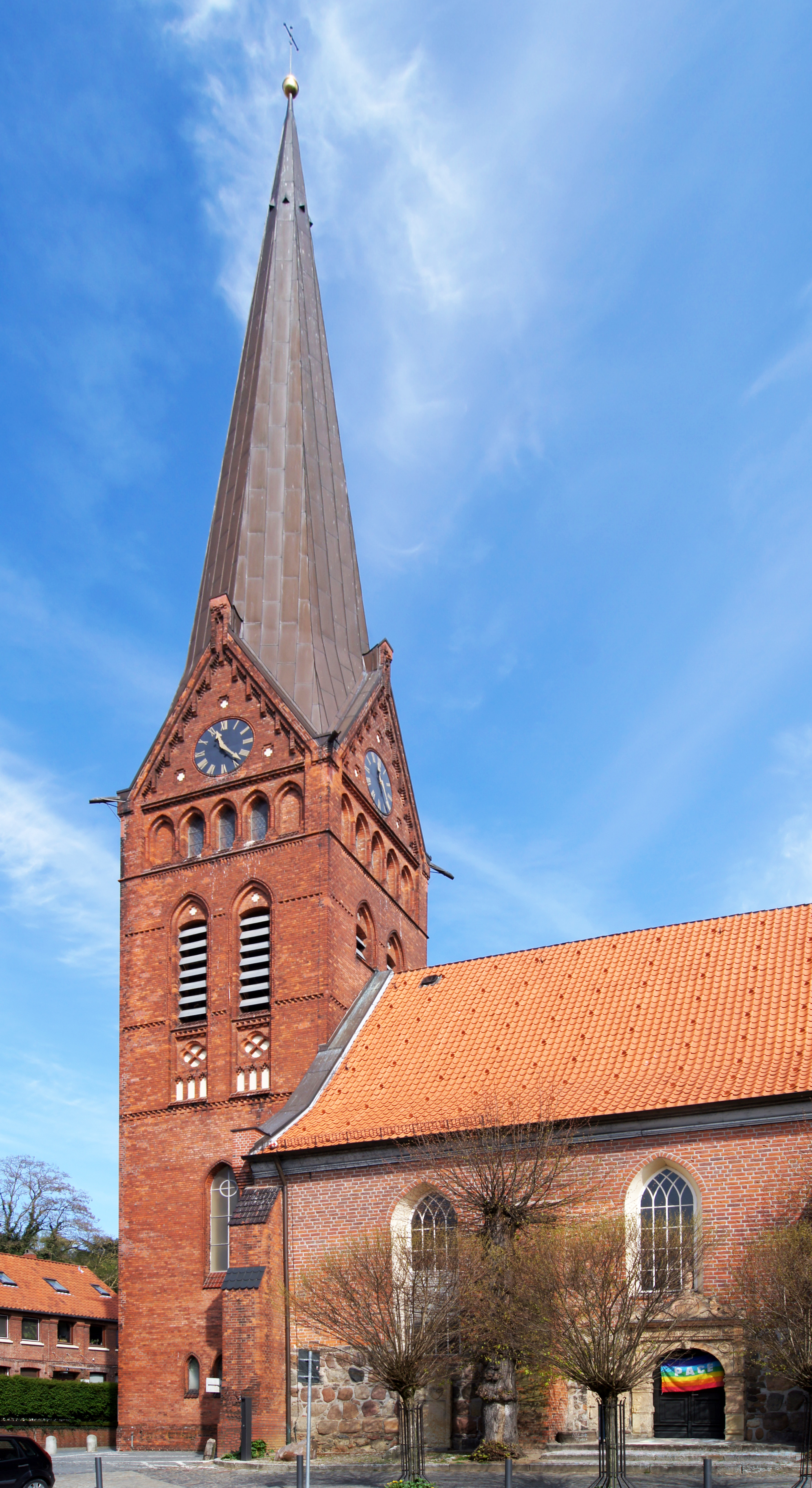
Maria-Magdalena-kerk
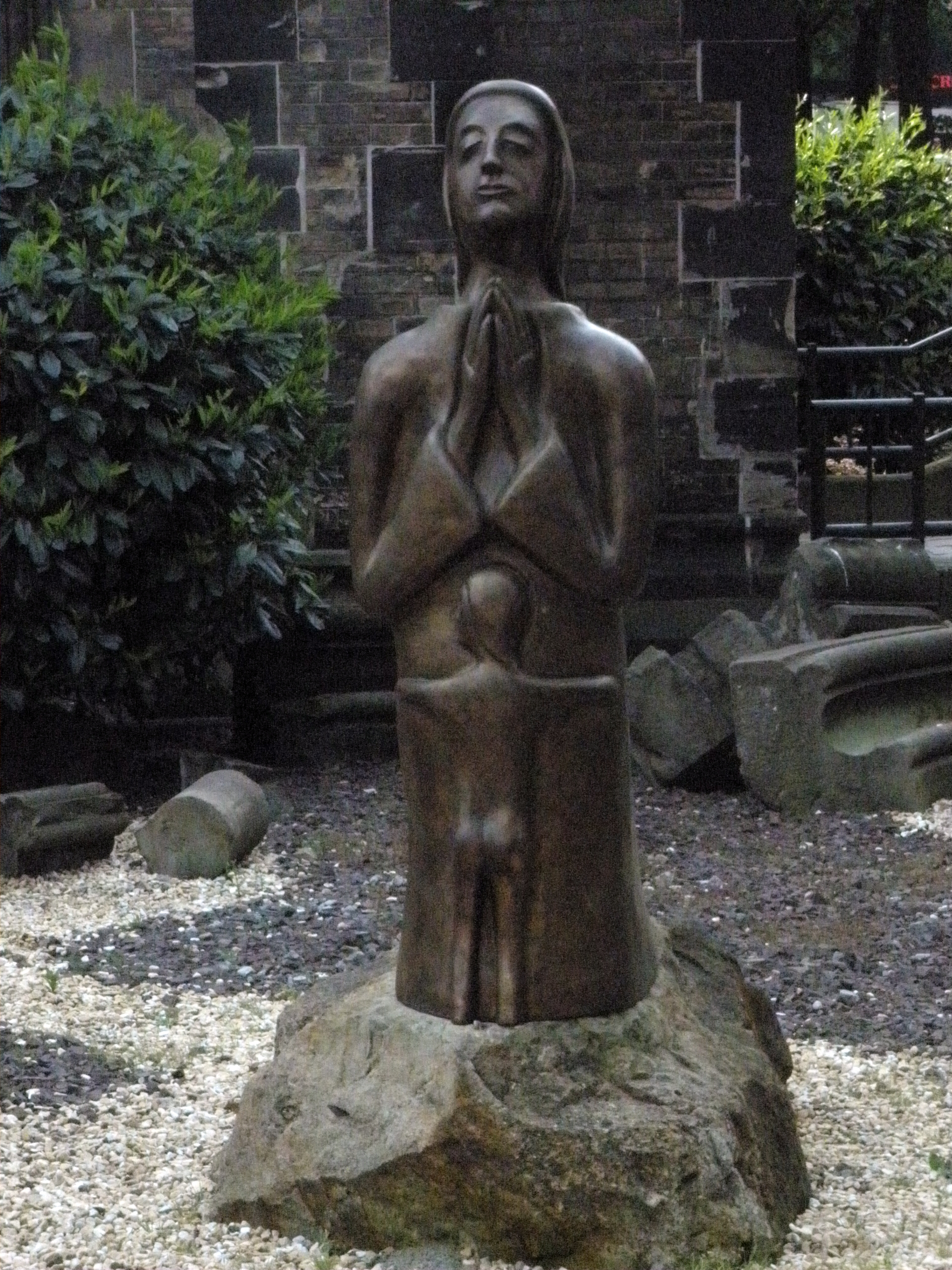
Beeld Vredesgebed (Edith Breckwoldt, 2001) bij de Maria-Magdalenakerk te Lauenburg
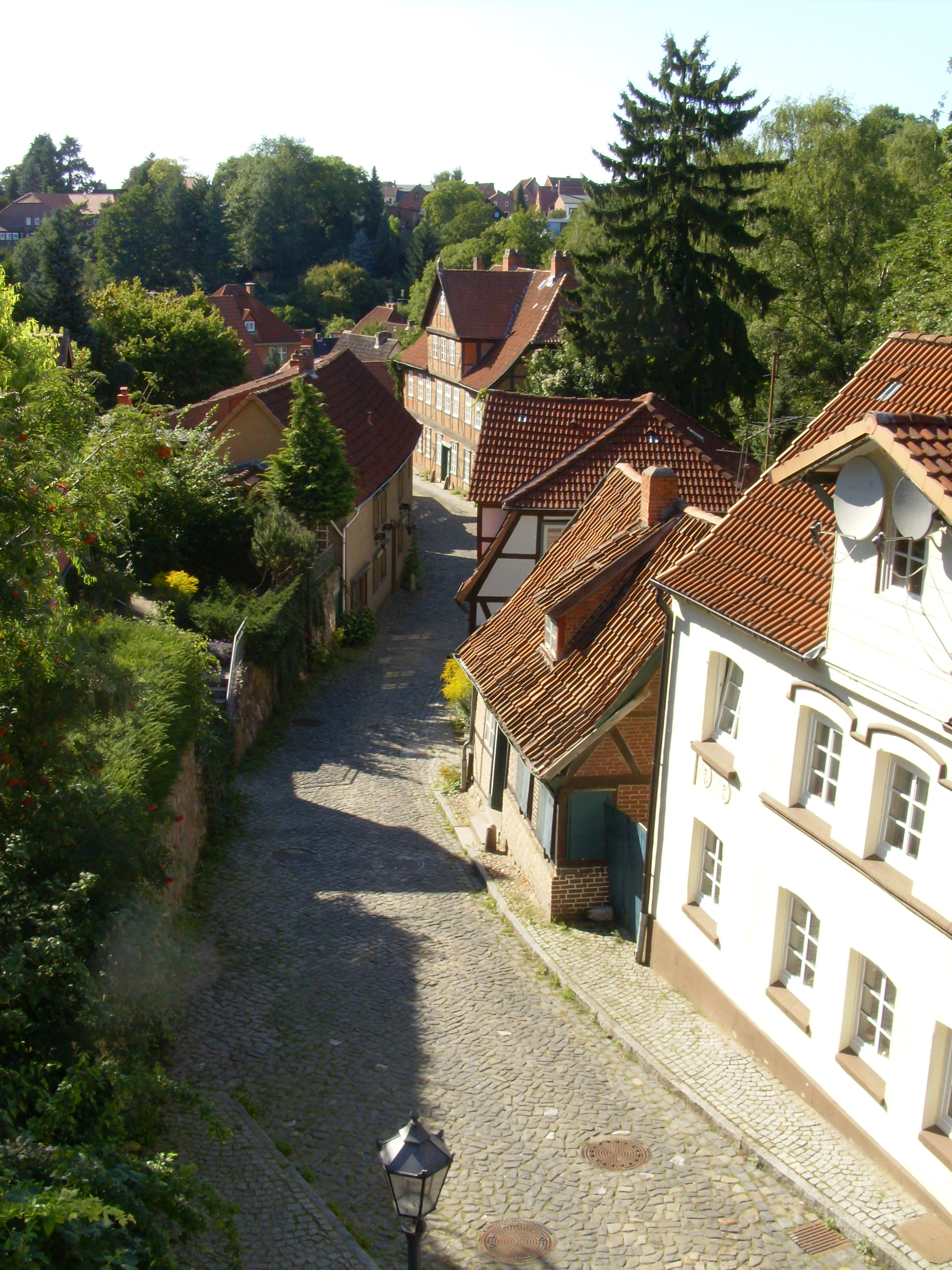
Stadsgezicht
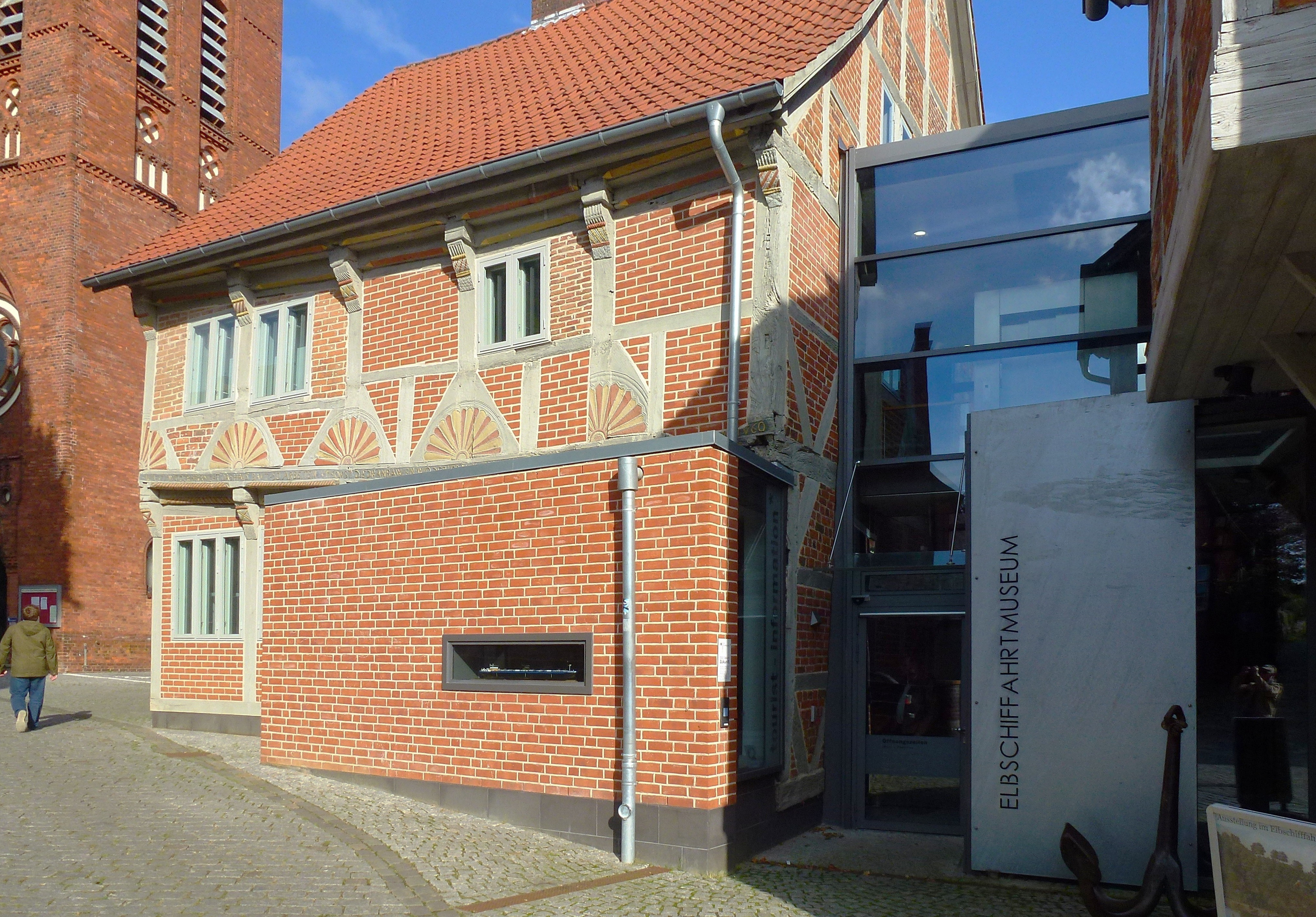
Gebouw Elbschifffahrtsmuseum